# KEAP1
البروتين 1 المرتبط بـ إِي سِي إِش الذي يشبه كيلتش جين اختصارا كِي إِي أَي بِي1 (بالإنجليزية: Kelch-like ECH-associated protein 1)‏ (الاختصار بالإنجليزية:KEAP1). هو جين يلعب دورًا مهمًا في الحفاظ على توازن الأكسدة-اختزال في الخلايا وحمايتها من الضرر الناتج عن الإجهاد التأكسدي. يقع هذا الجين على الكروموسوم 19 في الإنسان ويُعتبر مكونًا أساسيًا في مسار الإشارات المضادة للأكسدة الذي ينظم عناصر الاستجابة المضادة للمؤكسدات في الجينوم.

## الوظيفة
كِي إِي أَي بِي1 يشكل جزءًا من معقد يُنظم نشاط عامل النسخ NRF2 (Nuclear factor (erythroid-derived 2)-like 2)، الذي يعتبر مفتاح تشغيل العديد من الجينات المضادة للأكسدة والواقية في الخلية. في الظروف الطبيعية، يرتبط KEAP1 بـNRF2، مما يؤدي إلى تحليل NRF2 ومنعه من تنشيط الجينات المضادة للأكسدة. ومع ذلك، في حالة الإجهاد التأكسدي، يتعرض KEAP1 للتعديل، مما يؤدي إلى تحرير NRF2 ونقله إلى النواة حيث ينشط الجينات الواقية.

## الأهمية الطبية
اضطرابات في وظيفة KEAP1 وNRF2 مرتبطة بعدة أمراض، بما في ذلك السرطان، الأمراض العصبية مثل الزهايمر، وأمراض القلب والأوعية الدموية. في سياق السرطان، يمكن أن يؤدي فقدان وظيفة KEAP1 أو زيادة نشاط NRF2 إلى ارتفاع مقاومة الخلايا السرطانية للعقاقير والعلاجات المضادة للأكسدة، مما يجعلها أكثر قدرة على البقاء والنمو.

## الدراسات والتطبيقات
دراسات عديدة تركز على تطوير استراتيجيات لتعديل نشاط مسار KEAP1-NRF2 لعلاج مختلف الأمراض. على سبيل المثال، المركبات التي تعزز نشاط NRF2 قد توفر فوائد وقائية ضد الأمراض المرتبطة بالإجهاد التأكسدي، بينما يمكن استهداف تثبيط NRF2 في الخلايا السرطانية لزيادة فعالية العلاجات الكيميائية.